# Нуньес, Марианела
Мариане́ла Ну́ньес (исп. Marianela Núñez; 23 марта 1982, Сан-Мартин, Буэнос-Айрес, Аргентина) — артистка балета аргентинского происхождения, солистка труппы Королевского балета (Лондон).

## Биография
Родилась в Аргентине. Уже в возрасте шести лет Марианела Нуньес поняла, что хочет связать свою жизнь с искусством балета:
Первые годы, проведённые в балетной студии, были сумасшествием. Но — сумасшествием, любимым каждую минуту. Я была маленькой серьёзной девочкой, и я знала, чего хотела.
 В возрасте восьми лет Марианела была принята в Институт искусств при театре «Колон», где начала учиться у Ольги Ферри. В 1994 году она начала танцевать в кордебалете театра, а через два года была принята в балетную труппу и тогда же приняла участие в её гастрольном туре в Гавану (Куба).
В 1997 году Марианела гастролировала с балетной труппой по США и Европе. Будучи в Лос-Анджелесе, она участвовала в конкурсном просмотре находившегося там с гастролями лондонского Королевского балета, после чего была приглашена на годичную стажировку. Приехав в Лондон в сентябре 1997 года, к концу учебного года Марианела выступила в качестве солистки в юбилейных спектаклях, посвящённых столетию со дня рождения основательницы английского балета Нинетт де Валуа.
По окончании стажировки, в возрасте 16 лет, Марианела была принята в труппу Королевского балета. В 1998—1999 годах она также выступала на сценах других театров Европы и США. В 2001 году впервые исполнила партию Китри в балете «Дон Кихот» (хореография Рудольфа Нуреева), заменив Линн Бенджамин, получившую травму. Затем станцевала фею Драже в балете «Щелкунчик», заменив Дарси Басселл, ожидавшую рождения ребёнка. В том же году была переведена в ранг первой солистки, в сентябре 2002-го получила статус прима-балерины (англ. principal dancer) труппы.
В январе 2007 года за исполнение партии Феи Сирени в балете «Спящая красавица» (постановка Моники Мэйсон и Кристофера Ньютона) и выступление в программе театра «Сэдлерс-Уэллс» «Карлос Акоста и его друзья из Королевского балета» Марианела была впервые номинирована на премию Лоренса Оливье. Тогда же она получила восхищённые отзывы критиков за исполнение главной партии в балете «Лебединое озеро» (постановка Маргариты Портер).
4 октября 2008 года она исполнила роль Одетты-Одиллии в спектакле, открывающем новый театральный сезон Королевского балета (при этом затем ей пришлось танцевать эту партию несколько спектаклей подряд). В декабре того же года балерина выступила в миланском театре «Ла Скала», исполнив роль Гамзатти в балете Баядерка" (Никия — Светлана Захарова, Солор — Роберто Болле).
21 июля 2012 года дебютировала в роли Дианы в балете Моники Мэйсон «Метаморфозы: Тициан 2012». 23 февраля 2013 года на премьере новой программы Королевского балета, Нуньес исполнила партию музы Полигимнии в балете Джорджа Баланчина «Аполлон» (Аполлон — Карлос Акоста) а также главную партию в балете Кристофера Уилдона Aeternum.
29 апреля 2013 года за исполнение партий в балетах «Метаморфозы», «Внутренности» (хореограф — Лиам Скарлетт) и Aeternum Марианела Нуньес была награждена премией Лоренса Оливье.

## Репертуар
Будучи исполнительницей как классического, так и современного репертуара, Марианела отмечалась за высокое чувство стиля, безупречность техники и артистическую выразительность.
- 2001 — Китри, «Дон Кихот» Рудольфа Нуреева
- 2003 — Раймонда, «Раймонда» Рудольфа Нуреева (III акт), принцесса Аврора, «Спящая красавица» Наталии Макаровой, «Времена года» Дэвида Бинтли
- 2004 — Сильвия, «Сильвия» Фредерика Аштона
- Мирта, «Жизель»
- Сванильда, «Коппелия»
- Одетта и Одиллия, «Лебединое озеро» Энтони Дауэлла / Маргариты Портер
- Гамзатти и Никия, «Баядерка» Наталии Макаровой
- Мицци Каспар и принцесса Луиза, «Майерлинг» Кеннета Макмиллана
- Фея Драже, «Щелкунчик» Питера Райта
- Ольга, «Онегин» Джона Кранко
- Нимфа, «Послеполуденный отдых фавна» Вацлава Нижинского
- Алиса, «Алиса в Стране чудес» Кристофера Уилдона
- Лиза, «Тщетная предосторожность» Фредерика Аштона
- Манон, «Манон» Кеннета Макмиллана
- фея Сирени (2006) и принцесса Аврора (2010), «Спящая красавица» Моники Мэйсон и Кристофера Ньютона
- 2010[уточнить] — Полигимния, «Аполлоне» Джорджа Баланчина
- 2012 — Диана, «Метаморфозы: Тициан 2012» Моники Мэйсон
- 2013 — Aeternum Кристофера Уилдона

В репертуар балерины также входили такие балеты, как «Золушка» и «Дафнис и Хлоя» Фредерика Аштона, «Увядающие листья» Энтони Тюдора, «Неапольские развлечения» Йохана Кобборга, «Ромео и Джульетта» и «Принц пагод» Кеннета Макмиллана, «Семь смертных грехов» Уилла Такетта, DGV («Танцы на высокой скорости») Кристофера Уилдона.

## Личная жизнь
В июле 2011 года в Буэнос-Айресе Марианела вышла замуж за своего партнёра, танцовщика Тьяго Соареса, впервые сделавшего ей предложение ещё в 2006 году прямо на сцене после окончания очередного представления балета «Спящая красавица».

## Признание
- 2005 — премия имени Ричарда Шеррингтона[англ.] («лучшая балерина»)[8][* 3].
- 2007 — номинация на премию Лоренса Оливье[* 4]
- 2009 — платиновая премия Konex («лучшая балерина Аргентины десятилетия»)[1]
- 2013 — премия Лоренса Оливье («за выдающиеся достижения в искусстве танца»)[1]
- 2015 — номинация на приз «Бенуа танца» (за исполнение главной партии в балете Фредерика Аштона «Симфонические вариации[англ.]»)
- 2024 — Офицер ордена Британской империи[9].

## Фильмография
- 2001 — «Щелкунчик», режиссёры Росс МакГиббон (англ. Ross MacGibbon), Александр Тарта[фр.] и Роджер Шерман
- 2006 — «Жизель», режиссёр Росс МакГиббон
- 2007 — «Спящая красавица», режиссёр Росс МакГиббон
- 2008 — «Тщетная предосторожность», режиссёр Росс МакГиббон
- 2009 — «Лебединое озеро», режиссёр Росс МакГиббон
- 2014 — «Дон Кихот» (Китри, Базиль — Карлос Акоста), постановка Карлоса Акосты[10]